# Kodjovi Obilale
Kodjovi Dodji Obilalé (Lomé, 1984. október 8. –) togói válogatott labdarúgó, aki részt vett a 2006-os labdarúgó-világbajnokságon.

## Busz támadás
2010. január 8-án a Kongón keresztül Angolába, a 2010-es afrikai nemzetek kupájára útban lévő togói labdarúgó-válogatott buszát fegyveresek támadták meg. Ahogy átlépték a Kongói Köztársaságot az angolai Cabinda enklávé tartomány határát, a fegyveresek azonnal elkezdtek géppuskáikból tüzelni. Togó eredeti B csoportjának összes mérkőzésére a cabindai Estádio Nacional do Chiazi stadionban került sor. Az incidensben több játékos és ember is megsérült, életét vesztette.
Obilale halálhírét keltették, de később kiderült, hogy ez nem igaz. Január végén felébresztették a mesterséges altatásból Obilalét, akinek derekán és a hasán érte lövés. Tíz hónap várakozás után Obilale 100 ezer dollár adományt kapott a Nemzetközi Labdarúgó Szövetségtől.